# 17066 Ginagallant
A 17066 Ginagallant (ideiglenes jelöléssel 1999 GG18) a Naprendszer kisbolygóövében található aszteroida. A LINEAR projekt keretében fedezték fel 1999. április 15-én.